# Малое Белое (Северо-Казахстанская область)
Малое Белое (каз. Малое Белое) — село в Кызылжарском районе Северо-Казахстанской области Казахстана. Входит в состав Асановского сельского округа. Код КАТО — 595035400.

## Население
В 1999 году население села составляло 80 человек (43 мужчины и 37 женщин). По данным переписи 2009 года, в селе проживало 61 человек (38 мужчин и 23 женщины).